# Lijst van gemeentelijke monumenten in Terneuzen (gemeente)
De gemeente Terneuzen kent 139 gemeentelijke monumenten. Hieronder een overzicht. 

## Axel
De plaats Axel kent 14 gemeentelijke monumenten:
| Object                                       | Bouwjaar                         | Architect | Locatie              | Coördinaten                   | Nr.        | Afbeelding                                   |
| -------------------------------------------- | -------------------------------- | --------- | -------------------- | ----------------------------- | ---------- | -------------------------------------------- |
| Woonhuis                                     | circa 1910                       |           | Bastionstraat 34     | 51° 16' 6" NB, 3° 54' 32" OL  | 0715/WN001 | Upload foto                                  |
| Woonhuis                                     | circa 1910                       |           | Bastionstraat 36     | 51° 16' 6" NB, 3° 54' 32" OL  | 0715/WN002 | Upload foto                                  |
| Kerk van de Nederlandse Gereformeerde Kerken | 1918                             |           | Kerkdreef 21         | 51° 16' 0" NB, 3° 54' 25" OL  | 0715/WN003 | Kerk van de Nederlandse Gereformeerde Kerken |
| N.H. Kerk                                    | 1865 (toren), 1925 (uitbreiding) |           | Koestraat 2          | 51° 15' 56" NB, 3° 54' 20" OL | 0715/WN004 | Meer afbeeldingen                            |
| Gemeentehuis                                 | 1938-1939                        |           | Markt 1              | 51° 15' 56" NB, 3° 54' 31" OL | 0715/WN005 | Meer afbeeldingen                            |
| Woonhuis                                     |                                  |           | Markt 12/13          | 51° 15' 55" NB, 3° 54' 31" OL | 0715/WN006 | Woonhuis                                     |
| Woonhuis, De Graanbeurs                      | 19e-eeuws                        |           | Noordstraat 7        | 51° 15' 55" NB, 3° 54' 27" OL | 0715/WN007 | Upload foto                                  |
| Bedrijfspand Grenspalen                      | circa 1915                       |           | Noordstraat 11       | 51° 15' 56" NB, 3° 54' 27" OL | 0715/WN008 | Upload foto                                  |
| Bedrijfspand                                 |                                  |           | Pr. Hendrikstraat 32 | 51° 16' 3" NB, 3° 54' 17" OL  | 0715/WN009 | Upload foto                                  |
| Woonhuis                                     | circa 1910                       |           | Stationsstraat 9     | 51° 16' 4" NB, 3° 54' 25" OL  | 0715/WN010 | Upload foto                                  |
| Woonhuis                                     | circa 1910                       |           | Stationsstraat 11    | 51° 16' 5" NB, 3° 54' 25" OL  | 0715/WN011 | Upload foto                                  |
| Woonhuis                                     | 1902                             |           | Stationsstraat 21    | 51° 16' 7" NB, 3° 54' 26" OL  | 0715/WN012 | Upload foto                                  |
| Gereformeerde Kerk                           | 1936                             |           | Weststraat 25        | 51° 15' 53" NB, 3° 54' 24" OL | 0715/WN013 | Gereformeerde Kerk                           |
| Pastorie gereformeerde kerk                  | 1925                             |           | Wilhelminastraat 8   | 51° 16' 6" NB, 3° 54' 23" OL  | 0715/WN014 | Upload foto                                  |

## Biervliet
De plaats Biervliet kent 4 gemeentelijke monumenten:
| Object                     | Bouwjaar        | Architect | Locatie                       | Coördinaten                   | Nr.        | Afbeelding                 |
| -------------------------- | --------------- | --------- | ----------------------------- | ----------------------------- | ---------- | -------------------------- |
| Historische infrastructuur |                 |           | Groenestraat bij Paviljoenweg | 51° 20' 30" NB, 3° 43' 1" OL  | 0715/WN015 | Historische infrastructuur |
| Openb. gebouwen            |                 |           | Markt 10 en 10a               |                               | 0715/WN016 | Meer afbeeldingen          |
| Woonhuis                   |                 |           | Markt 15                      |                               | 0715/WN017 | Woonhuis                   |
| Woonhuis                   | midden 19e eeuw |           | Molenstraat 7                 | 51° 19' 48" NB, 3° 41' 14" OL | 0715/WN018 | Meer afbeeldingen          |

## Hoek
De plaats Hoek kent 5 gemeentelijke monumenten:
| Object            | Bouwjaar   | Architect | Locatie               | Coördinaten                   | Nr.        | Afbeelding        |
| ----------------- | ---------- | --------- | --------------------- | ----------------------------- | ---------- | ----------------- |
| Religieus erfgoed |            |           | Dr. Leenhoutstraat 45 | 51° 18' 25" NB, 3° 46' 38" OL | 0715/WN019 | Religieus erfgoed |
| Woonhuis          | circa 1870 |           | Langestraat 17        | 51° 18' 30" NB, 3° 46' 40" OL | 0715/WN020 | Woonhuis          |
| Raadhuis          | circa 1925 |           | Molendijk 5           | 51° 18' 34" NB, 3° 46' 43" OL | 0715/WN021 | Raadhuis          |
| Woonhuis          | circa 1915 |           | Molendijk 19          | 51° 18' 37" NB, 3° 46' 48" OL | 0715/WN022 | Woonhuis          |
| Religieus erfgoed |            |           | Tramstraat bij 2      |                               | 0715/WN023 | Religieus erfgoed |

## Koewacht
De plaats Koewacht kent 11 gemeentelijke monumenten:
| Object                            | Bouwjaar   | Architect        | Locatie              | Coördinaten                   | Nr.        | Afbeelding        |
| --------------------------------- | ---------- | ---------------- | -------------------- | ----------------------------- | ---------- | ----------------- |
| Luchtwachttoren                   | 1952       | Marten Zwaagstra | Emmabaan 12 A        | 51° 13' 56" NB, 3° 58' 12" OL | 0715/WN024 | Luchtwachttoren   |
| R.K. Sint-Filippus en Jacobuskerk | 1922       | Wolter te Riele  | Kerkplein 2          | 51° 13' 38" NB, 3° 58' 34" OL | 0715/WN025 | Meer afbeeldingen |
| Openb. Gebouwen                   |            |                  | Nieuwstraat 4        | 51° 13' 31" NB, 3° 58' 38" OL | 0715/WN026 | Upload foto       |
| Woonhuis                          |            |                  | Nieuwstraat 12 en 14 |                               | 0715/WN027 | Upload foto       |
| Openb. gebouwen                   | 1907       |                  | Nieuwstraat 13       | 51° 13' 34" NB, 3° 58' 35" OL | 0715/WN028 | Upload foto       |
| Woonhuis, Villa Mathilda          | circa 1910 |                  | Nieuwstraat 26       | 51° 13' 35" NB, 3° 58' 36" OL | 0715/WN029 | Upload foto       |
| Religieus erfgoed                 | 1928       |                  | Nieuwstraat 32       | 51° 13' 36" NB, 3° 58' 34" OL | 0715/WN030 | Upload foto       |
| Woonhuis                          | 1913       |                  | Nieuwstraat 35       | 51° 13' 37" NB, 3° 58' 29" OL | 0715/WN031 | Upload foto       |
| Woonhuis                          |            |                  | Nieuwstraat 37       | 51° 13' 37" NB, 3° 58' 29" OL | 0715/WN032 | Upload foto       |
| Industrieel erfgoed               |            |                  | Tragel 6             | 51° 14' 13" NB, 3° 59' 21" OL | 0715/WN033 | Upload foto       |
| Woonhuis                          |            |                  | Nieuwstraat 1        | 51° 13' 32" NB, 3° 58' 36" OL | 0715/WN034 | Upload foto       |

## Overslag
De plaats Overslag kent 3 gemeentelijke monumenten:
| Object                  | Bouwjaar | Architect | Locatie       | Coördinaten                   | Nr.        | Afbeelding              |
| ----------------------- | -------- | --------- | ------------- | ----------------------------- | ---------- | ----------------------- |
| Woonhuis bij korenmolen |          |           | Dorpsstraat 1 | 51° 12' 4" NB, 3° 53' 18" OL  | 0715/WN035 | Woonhuis bij korenmolen |
| Openb. gebouwen         |          |           | Hoeksken 5    | 51° 12' 10" NB, 3° 53' 27" OL | 0715/WN036 | Upload foto             |
| Openb. gebouwen         |          |           | Hoeksken 9    | 51° 12' 11" NB, 3° 53' 27" OL | 0715/WN037 | Openb. gebouwen         |

## Philippine
De plaats Philippine kent 6 gemeentelijke monumenten:
| Object                          | Bouwjaar   | Architect | Locatie                | Coördinaten                   | Nr.        | Afbeelding                      |
| ------------------------------- | ---------- | --------- | ---------------------- | ----------------------------- | ---------- | ------------------------------- |
| Hervormde kerk                  |            |           | Emmastraat 7           | 51° 16' 51" NB, 3° 45' 27" OL | 0715/WN038 | Hervormde kerk                  |
| Religieus erfgoed               |            |           | Jacob Hobeinstraat ong |                               | 0715/WN039 | Religieus erfgoed               |
| Woonhuis                        | circa 1915 |           | Gentsebreedstraat 15   | 51° 16' 46" NB, 3° 45' 32" OL | 0715/WN040 | Woonhuis                        |
| Verdedigingswerk/stenen beer    |            |           | Philippineweg ong.     |                               | 0715/WN043 | Verdedigingswerk/stenen beer    |
| Woonhuis, voormalig postkantoor | circa 1910 |           | Weststraat 1           | 51° 16' 49" NB, 3° 45' 31" OL | 0715/WN041 | Woonhuis, voormalig postkantoor |
| Industrieel erfgoed             |            |           | Zandstraat ong         |                               | 0715/WN042 | Industrieel erfgoed             |

## Sas van Gent
De plaats Sas van Gent kent 15 gemeentelijke monumenten:
| Object                       | Bouwjaar   | Architect     | Locatie                             | Coördinaten                   | Nr.        | Afbeelding                   |
| ---------------------------- | ---------- | ------------- | ----------------------------------- | ----------------------------- | ---------- | ---------------------------- |
| Religieus erfgoed            |            |               | Markt 3                             | 51° 13' 39" NB, 3° 47' 58" OL | 0715/WN044 | Religieus erfgoed            |
| Woonhuis                     |            |               | Markt 5                             | 51° 13' 41" NB, 3° 47' 59" OL | 0715/WN045 | Woonhuis                     |
| Historische infrastructuur   |            |               | Kattengat/Veerweg                   | 51° 13' 39" NB, 3° 48' 10" OL | 0715/WN046 | Historische infrastructuur   |
| St. Michael-meisjesschool    | circa 1897 | P.J. van Genk | Kloosterlaan 2                      | 51° 13' 40" NB, 3° 47' 55" OL | 0715/WN047 | St. Michael-meisjesschool    |
| Religieus erfgoed            |            |               | Oostkade 14                         | 51° 13' 40" NB, 3° 48' 10" OL | 0715/WN048 | Religieus erfgoed            |
| Religieus erfgoed, Den Anker | 1897       |               | Oostkade 15                         | 51° 13' 40" NB, 3° 48' 8" OL  | 0715/WN049 | Religieus erfgoed, Den Anker |
| Woonhuis                     |            |               | Oostkade 17                         | 51° 13' 39" NB, 3° 48' 8" OL  | 0715/WN050 | Woonhuis                     |
|                              |            |               | Oostkade 23                         | 51° 13' 37" NB, 3° 48' 8" OL  | 0715/WN051 |                              |
| Woonhuis                     | 1911       |               | Oostkade 26                         | 51° 13' 36" NB, 3° 48' 8" OL  | 0715/WN052 | Woonhuis                     |
| Openb. gebouwen              |            |               | Westdam ong                         |                               | 0715/WN053 | Upload foto                  |
| Bedrijfspand                 |            |               | Westdam 42                          | 51° 13' 37" NB, 3° 47' 38" OL | 0715/WN054 | Bedrijfspand                 |
| Industrieel erfgoed          |            |               | Westkade 114                        |                               | 0715/WN055 | Industrieel erfgoed          |
| Woonhuis                     |            |               | Westkade 72                         | 51° 13' 37" NB, 3° 48' 5" OL  | 0715/WN056 | Woonhuis                     |
| Openb. gebouwen              | 1933       | J. Hennink    | Westkade 89                         | 51° 13' 40" NB, 3° 48' 4" OL  | 0715/WN057 | Openb. gebouwen              |
| Openb. Gebouwen              |            |               | Stationstraat 2 / Wilhelminalaan 35 | 51° 13' 35" NB, 3° 48' 0" OL  | 0715/WN058 | Openb. Gebouwen              |

## Sluiskil
De plaats Sluiskil kent 2 gemeentelijke monumenten:
| Object                                                     | Bouwjaar | Architect                               | Locatie                                  | Coördinaten                  | Nr.        | Afbeelding        |
| ---------------------------------------------------------- | -------- | --------------------------------------- | ---------------------------------------- | ---------------------------- | ---------- | ----------------- |
| Sint-Antonius van Padua -kerk/klooster (religieus erfgoed) |          | br. Felix van Dennenburg (Kees Baijens) | Nieuwe Kerkstraat 24 / 24a, Baljuwlaan 2 | 51° 16' 53" NB, 3° 50' 6" OL | 0715/WN059 | Meer afbeeldingen |
| Sint-Antonius van Padua                                    |          | Felix                                   | Nieuwe Kerkstraat 22a                    | 51° 16' 52" NB, 3° 50' 6" OL | 0715/WN060 | Meer afbeeldingen |

## Spui
De plaats Spui kent 1 gemeentelijk monument:
| Object                         | Bouwjaar | Architect | Locatie | Coördinaten                   | Nr.        | Afbeelding                     |
| ------------------------------ | -------- | --------- | ------- | ----------------------------- | ---------- | ------------------------------ |
| Gereformeerde kerk (voormalig) |          |           | Spui 23 | 51° 17' 55" NB, 3° 52' 41" OL | 0715/WN061 | Gereformeerde kerk (voormalig) |

## Terneuzen
De plaats Terneuzen kent 55 gemeentelijke monumenten, zie de lijst van gemeentelijke monumenten in Terneuzen (plaats)

## Westdorpe
De plaats Westdorpe kent 10 gemeentelijke monumenten:
| Object                                                             | Bouwjaar   | Architect | Locatie              | Coördinaten                   | Nr.        | Afbeelding                                                         |
| ------------------------------------------------------------------ | ---------- | --------- | -------------------- | ----------------------------- | ---------- | ------------------------------------------------------------------ |
| Bierbrouwerij De Witte Leeuw                                       | circa 1905 |           | Graaf Jansdijk A 154 | 51° 13' 58" NB, 3° 49' 34" OL | 0715/WN117 | Bierbrouwerij De Witte Leeuw                                       |
| Woonhuis                                                           | 1865       |           | Graaf Jansdijk A 170 | 51° 17' 41" NB, 3° 52' 19" OL | 0715/WN118 | Woonhuis                                                           |
| Woonhuis                                                           | circa 1910 |           | Graaf Jansdijk A 174 | 51° 13' 60" NB, 3° 49' 41" OL | 0715/WN119 | Woonhuis                                                           |
| Woonhuis                                                           | circa 1910 |           | Graaf Jansdijk A 185 | 51° 14' 2" NB, 3° 49' 42" OL  | 0715/WN120 | Woonhuis                                                           |
| Religieus erfgoed - pastorie van de Onze-Lieve-Vrouw Visitatiekerk |            |           | Graaf Jansdijk A 189 | 51° 17' 41" NB, 3° 52' 19" OL | 0715/WN121 | Religieus erfgoed - pastorie van de Onze-Lieve-Vrouw Visitatiekerk |
| Openb. gebouwen - Raadhuis van Westdorpe (tot 1970)                |            |           | Graaf Jansdijk B 1   | 51° 16' 13" NB, 3° 52' 40" OL | 0715/WN122 | Openb. gebouwen - Raadhuis van Westdorpe (tot 1970)                |
| Woonhuis                                                           | circa 1900 |           | Graaf Jansdijk B 14  | 51° 14' 2" NB, 3° 49' 50" OL  | 0715/WN123 | Woonhuis                                                           |
| Woonhuis                                                           | 1907       |           | Graaf Jansdijk B 16  | 51° 14' 4" NB, 3° 49' 51" OL  | 0715/WN124 | Woonhuis                                                           |
| Woonhuis, Sonnevanck                                               | circa 1935 |           | Graaf Jansdijk B 114 | 51° 14' 21" NB, 3° 50' 38" OL | 0715/WN125 | Woonhuis, Sonnevanck                                               |
| Religieus erfgoed - Onze-Lieve-Vrouw Visitatiekerk                 |            |           | Graaf Jansdijk A 190 | 51° 17' 41" NB, 3° 52' 19" OL | 0715/WN126 | Meer afbeeldingen                                                  |

## Zaamslag
De plaats Zaamslag kent 9 gemeentelijke monumenten:
| Object                                                             | Bouwjaar     | Architect        | Locatie              | Coördinaten                   | Nr.        | Afbeelding                                                         |
| ------------------------------------------------------------------ | ------------ | ---------------- | -------------------- | ----------------------------- | ---------- | ------------------------------------------------------------------ |
| Dokterswoning met praktijk                                         | circa 1890   |                  | Axelsestraat 2       | 51° 18' 43" NB, 3° 54' 45" OL | 0715/WN127 | Dokterswoning met praktijk                                         |
| Religieus erfgoed - Gebouw van de Christelijke Gereformeerde Kerk  |              |                  | Axelsestraat 9       | 51° 18' 40" NB, 3° 54' 46" OL | 0715/WN128 | Religieus erfgoed - Gebouw van de Christelijke Gereformeerde Kerk  |
| Woonhuis                                                           |              |                  | Plein 12             | 51° 18' 46" NB, 3° 54' 45" OL | 0715/WN129 | Woonhuis                                                           |
| Woonhuis                                                           |              |                  | Plein 42             | 51° 18' 43" NB, 3° 54' 49" OL | 0715/WN130 | Woonhuis                                                           |
| Woonhuis                                                           | circa 1925   |                  | Polderstraat 11      | 51° 18' 51" NB, 3° 54' 45" OL | 0715/WN131 | Woonhuis                                                           |
| Religieus erfgoed - gebouw van de Gereformeerde kerk               | 1911         |                  | Terneuzensestraat 2  | 51° 18' 46" NB, 3° 54' 43" OL | 0715/WN132 | Religieus erfgoed - gebouw van de Gereformeerde kerk               |
| Industrieel erfgoed                                                |              |                  | Terneuzensestraat 27 | 51° 18' 46" NB, 3° 54' 38" OL | 0715/WN133 | Industrieel erfgoed                                                |
| Religieus erfgoed - gebouw van de Nederlandse Gereformeerde Kerken |              |                  | Terneuzensestraat 32 | 51° 18' 47" NB, 3° 54' 31" OL | 0715/WN134 | Religieus erfgoed - gebouw van de Nederlandse Gereformeerde Kerken |
| Religieus erfgoed - gebouw van de Nederlands Hervormde Kerk        | 1877 en 1898 | Kruiff (Utrecht) | Plein 2              | 51° 18' 45" NB, 3° 54' 49" OL | 0715/WN135 | Meer afbeeldingen                                                  |

## Zuiddorpe
De plaats Zuiddorpe kent 4 gemeentelijke monumenten:
| Object   | Bouwjaar   | Architect | Locatie       | Coördinaten                  | Nr.        | Afbeelding  |
| -------- | ---------- | --------- | ------------- | ---------------------------- | ---------- | ----------- |
| Woonhuis | circa 1910 |           | Dorpsplein 3  | 51° 14' 6" NB, 3° 54' 16" OL | 0715/WN136 | Upload foto |
| Woonhuis | circa 1915 |           | Dorpsplein 4  | 51° 14' 7" NB, 3° 54' 15" OL | 0715/WN137 | Upload foto |
| Woonhuis | 1912       |           | Dorpsplein 10 | 51° 14' 6" NB, 3° 54' 13" OL | 0715/WN138 | Upload foto |
| Woonhuis |            |           | Dorpsplein 13 | 51° 14' 5" NB, 3° 54' 14" OL | 0715/WN139 | Woonhuis    |

Borsele  ·
Goes  ·
Kapelle  ·
Middelburg  ·
Schouwen-Duiveland  ·
Terneuzen  ·
Vlissingen